# Lagoa Nova

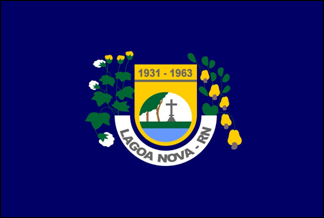
Drapeau de Lagoa Nova

Lagoa Nova est une municipalité brésilienne située dans l'État du Rio Grande do Norte.